# کالینگوود، انتاریو
کالینگوود (به انگلیسی: Collingwood) یک منطقهٔ مسکونی در کانادا است که در شهرستان سیمکو واقع شده‌است.

## خصوصیات
کالینگوود ۱۹٬۲۴۱ نفر جمعیت دارد.